# Vladimir Abramovitj Rochlin

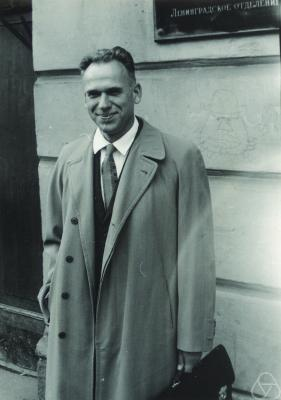
Vladimir Rokhlin i Leningrad 1966.

Vladimir Abramovitj Rochlin (ryska: Влади́мир Абра́мович Ро́хлин), född 23 augusti 1919, död 3 december 1984, var en inflytelserik sovjetisk matematiker, verksam inom områden som algebraisk topologi, geometri och sannolikhetslära.
Rochlin föddes i Baku, började studera vid Moskvauniversitetet 1935 under Abraham Plessner. Under andra världskriget satt han fyra år i fångläger i Tyskland, därefter två år i Gulag varefter han återgick till matematiken. Från 1959 undervisade han vid Leningrads universitet.
Rochlins son Vladimir Rokhlin, Jr. är matematiker vid Yale.